# Nokia E60
Il Nokia E60 è uno smartphone in stile candybar della Eseries prodotto dalla Nokia e uscito nel 2005.

## Caratteristiche
- Dimensioni: 115 × 49 × 16,9 mm
- Massa: 117 g
- Memoria: 64 MB
- Risoluzione display: LCD da 352 × 416 pixel
- Bluetooth, infrarossi e USB